# NGC 2486
NGC 2486 في الفهرس العام الجديد، هي مجرة، تقع في كوكبة التوأمان. اكتشفت في 7 نوفمبر 1864 بواسطة ألبرت مارث.

## روابط خارجية
- NGC 2486 على موقع ويكي سكاي: DSS2, SDSS, GALEX, IRAS, Hydrogen α, X-Ray, Astrophoto, Sky Map, Articles and images